# Anita Hill

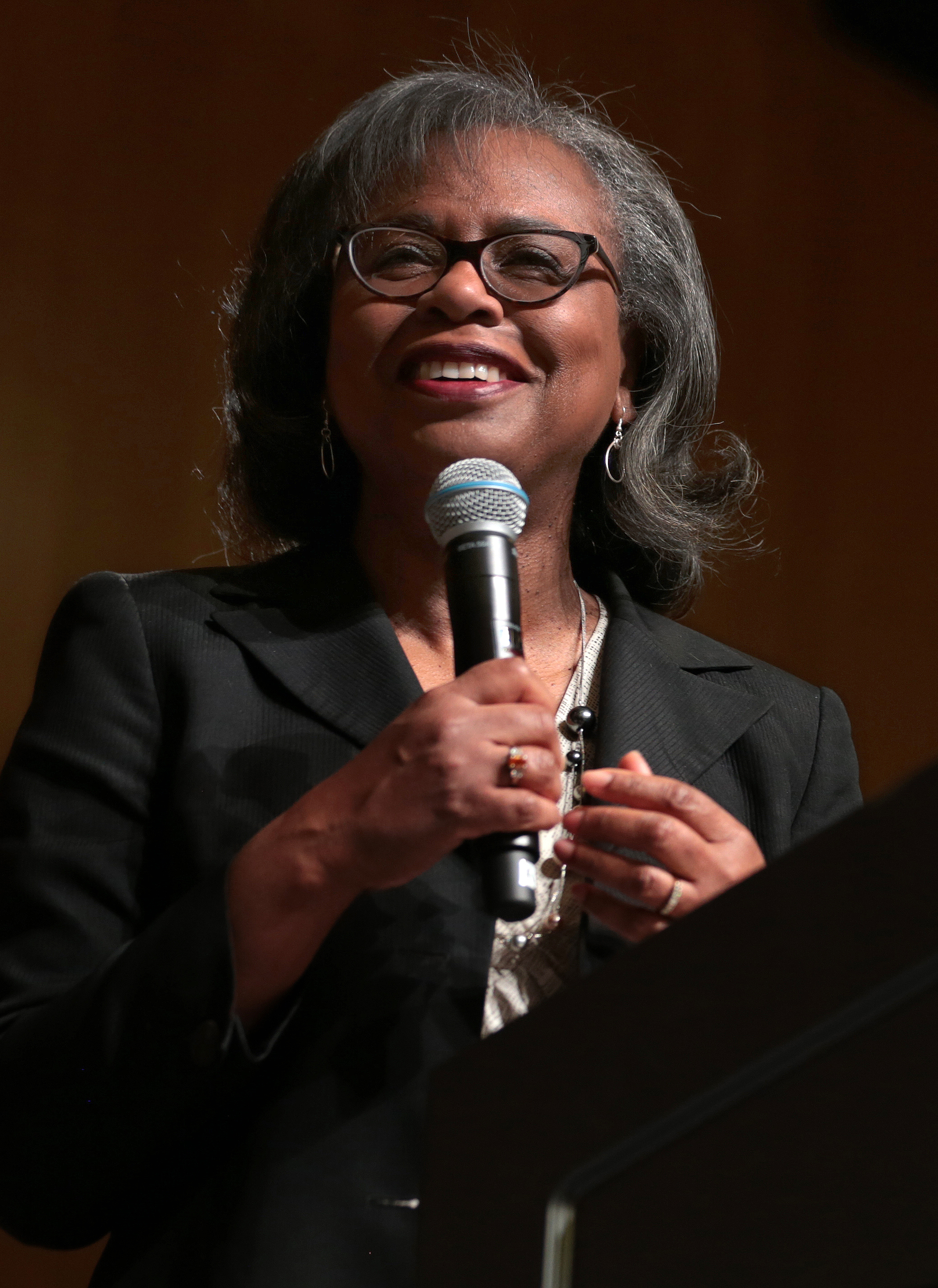
Anita Hill (2018)

Anita Faye Hill (geboren 30. Juli 1956 in Lone Tree, Oklahoma) ist eine US-amerikanische Juristin, Hochschullehrerin und Frauenrechtlerin.

## Leben
Anita Hill stammt aus einer kinderreichen Farmerfamilie, ihre Urgroßeltern und auch noch ihr Großvater mütterlicherseits waren im Staat Arkansas Sklaven. Sie besuchte die Morris High School in Oklahoma und studierte Psychologie an der Oklahoma State University – Stillwater (B.A., 1977). Ein Jurastudium an der Law School der Yale University schloss sie 1980 mit einem Juris Doctor ab, danach erhielt sie die Zulassung als Anwältin in Washington, D.C. und begann ihre Berufstätigkeit in einer Anwaltskanzlei.
Ab 1981 arbeitete sie in der Abteilung für Bürgerrechte im Bildungsministerium der Vereinigten Staaten unter dem Abteilungsleiter Clarence Thomas, mit dem sie 1982 in die U.S. Equal Employment Opportunity Commission (EEOC) ging.
Im Jahr 1983 erhielt Hill eine Stelle als Assistenzprofessorin an der Evangelical Christian O. W. Coburn School of Law der Oral Roberts University. 1986 wechselte sie an das University of Oklahoma College of Law, wo sie Handelsrecht lehrte.
1991 beschuldigte sie Clarence Thomas der sexuellen Belästigung in der Zeit, in der er ihr Vorgesetzter war. Die Beschuldigungen erregten großes öffentliches Aufsehen, da Thomas zum Richter beim Obersten Gerichtshof der Vereinigten Staaten (Supreme Court) nominiert worden war und schließlich auch ernannt wurde. Hill wurde der Falschaussage bezichtigt, öffentlich vernommen und nach 1996 von der University of Oklahoma entlassen. Der demokratische Politiker Joe Biden, seinerzeit Vorsitzender des Justizausschusses im US-Senat, entschuldigte sich 2017 bei Hill für seine damalige Passivität in den Senatsanhörungen.
Hill erhielt 1997 einen Lehrauftrag am Institute for the Study of Social Change an der University of California, Berkeley, ging dann in ein Frauenforschungsprogramm der Brandeis University und wechselte dort an die Heller School for Social Policy and Management. Seit 2011 arbeitet sie auch als Beraterin für Bürgerrechte bei einer Anwaltskanzlei. 2015 wurde sie zur Professorin für Social Policy, Law, and Women’s Studies an der Brandeis University ernannt.
Seit Dezember 2017 leitet Hill für die Commission on Sexual Harassment and Advancing Equality in the Workplace (deutsch: Kommission über sexuelle Belästigung und die Verbesserung der Gleichberechtigung am Arbeitsplatz) eine Untersuchung über die Arbeitsverhältnisse in der Unterhaltungsindustrie im Gefolge des Weinstein-Skandals und seiner öffentlichen Rezeption durch #MeToo. Die Kommission wurde von der Filmproduzentin Kathleen Kennedy, Maria Eitel von Nike, der Anwältin Nina Shaw und der Unternehmerin Freada Kapor Klein initiiert.
2020 wurde Hill in die American Academy of Arts and Sciences gewählt.

## Schriften (Auswahl)
- mit Emma Coleman Jordan (Hrsg.): Race, Gender and Power in America. The Legacy of the Hill-Thomas Hearings. Oxford University Press, New York 1995, ISBN 0-19-508774-7.
- Speaking Truth to Power. (Autobiografie), Anchor Books, New York (NY) 1998, ISBN 978-0-385-47627-0.
- The Nature of the Beast. Sexual Harassment. In: Robin Morgan (Hrsg.): Sisterhood is forever. The women's anthology for a new millennium. (Anthologie), Washington Square Press, New York 2003, ISBN 0-7434-6627-6.
- Reimagining equality. Stories of gender, race, and finding home. Beacon Press, Boston (Mass.) 2011, ISBN 978-0-8070-1437-0.